# Carl Ludwig Emmerich
Pour les articles homonymes, voir Emmerich.
Carl Ludwig Emmerich (ou Charles Louis Emmerich) est un orfèvre actif à Strasbourg au XVIIIe siècle.

## Biographie
Fils de J. Rheinbold Emmerich, pasteur à Waltenheim (Waltenheim-sur-Zorn ?), Carl Ludwig est apprenti chez Daniel Hammerer, présenté par Jean Frédéric Buttner. Il épouse Suzanne Salomé Kräuter. Il est reçu maître en 1779. Son frère Jean L., avec lequel il semble avoir travaillé en collaboration, est reçu maître à son tour l'année suivante.

## Œuvre

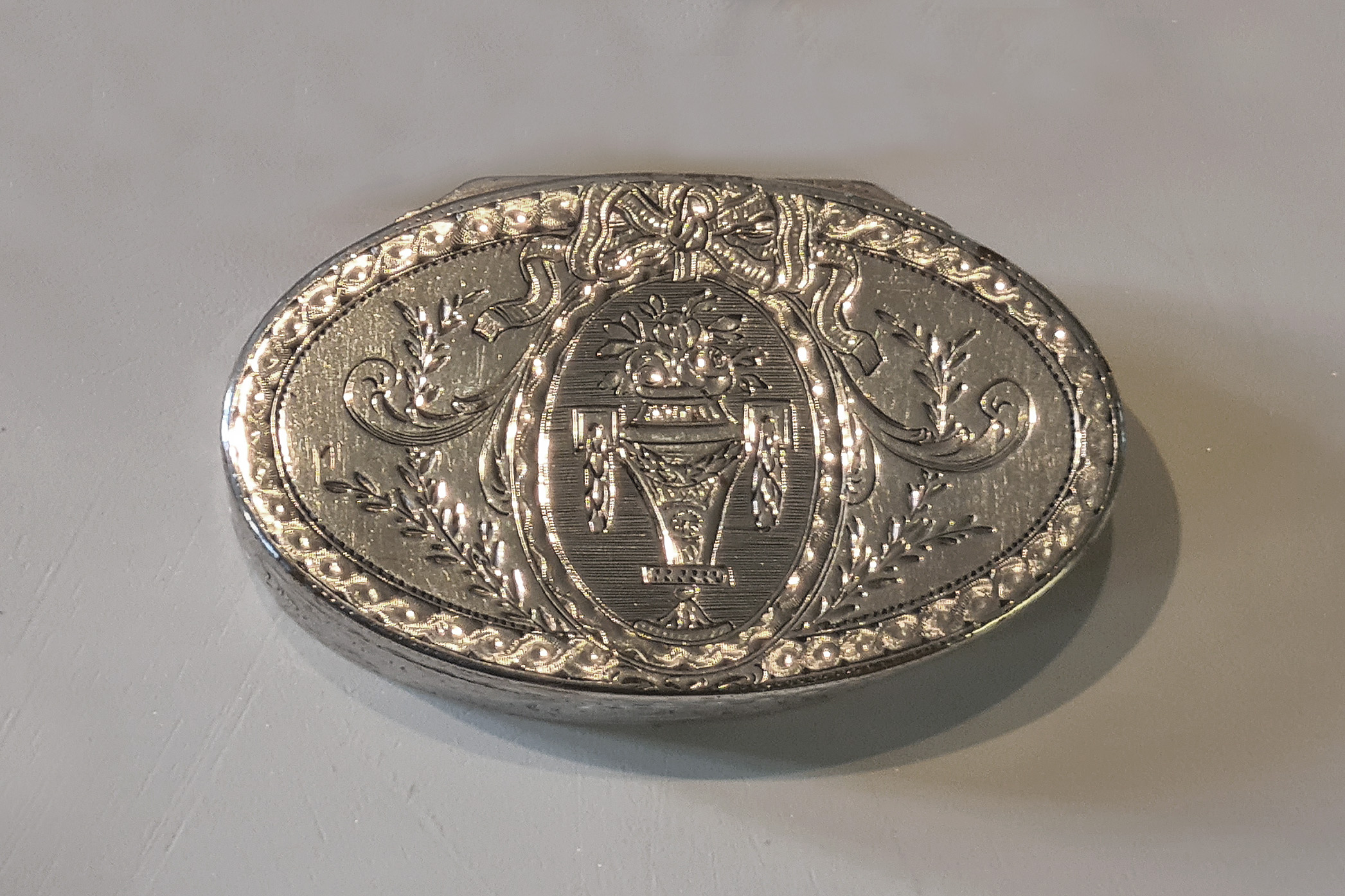
Couvercle de la tabatière.

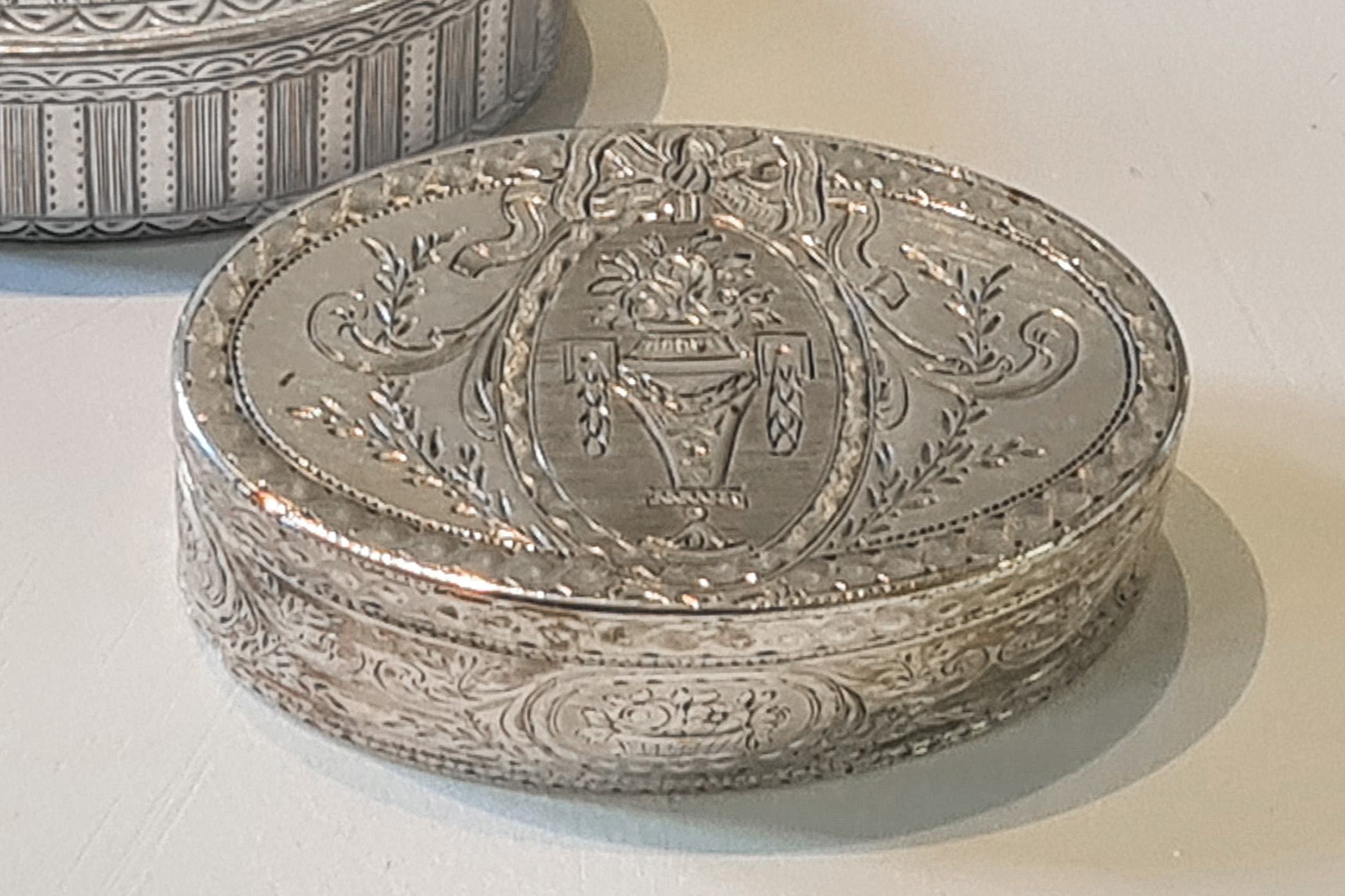
Déclinaison du motif sur le cerclage de la boîte.

- Le musée des arts décoratifs de Strasbourg détient de lui une tabatière ovale en argent doré réalisée en 1784.

Toutes les faces extérieures de l'objet sont occupées par un décor ciselé et gravé, de style Louis XVI, de telle sorte que le dessous de la boîte dévoile un décor semblable à celui du couvercle. Six médaillons à fond strié, entourés de volutes de feuillages et de branchages de lauriers, encadrent ainsi un vase, une corbeille de fleurs, ou simplement quelques fleurs isolées.
Le tabac en poudre râpé étant très sensible à l'humidité de l'air, la boîte a été exécutée dans un matériau étanche et se ferme hermétiquement par emboîtage. L'intérieur est doré afin d'éviter l'oxydation du métal.
La pièce porte le poinçon du maître (CLE), le poinçon au titre d'argent de Paris 11/12 couronné, le chiffre d'année 4 sous casque à panache (=1788).
Elle a été présentée lors de l'exposition L'Alsace Française, 1648-1948 au palais Rohan à Strasbourg en 1948.
On peut rapprocher cette tabatière d'autres pièces détenues par le musée des arts décoratifs de Strasbourg, notamment celle de Jean Regnard Burand, elle aussi dotée sur toutes ses faces d'un décor gravé et ciselé.
- D'une inspiration analogue, Emmerich est l'auteur d'une boîte à mouches ovale unie, présentant un couvercle double à charnière, bordé de joncs à rubans tournants. Les armoiries sont gravées sur chaque couvercle.
Les poinçons se trouvent à l'intérieur de la boîte : le 13 à fleur de lys pour 1750-1789 et le chiffre 4 sous casque à panache (pour 1788)[7]. Cet objet faisait partie de la toilette en argent doré de la comtesse Von der Leyen (née Schoenborn), un ensemble dont Jean-Jacques Kirstein réalisa dix pièces et Carl Ludwig Emmerich, deux (1788 et 1789). Ces objets ont figuré à l’exposition Le siècle d’or de l’orfèvrerie de Strasbourg chez Jacques Kugel du 10 au 31 octobre 1964[8].

- On connaît également de lui une pelle à tarte aux armes du dernier prince-évêque de Murbach et de Lure, Benoît-Antoine-Frédéric d'Andlau de Hombourg[3].

- Conservé au musée des arts décoratifs de Paris, un sucrier en forme de tonneau en argent doré lui est attribué. Il porte un poinçon de maître peu lisible, ainsi qu'un poinçon 13 à fleur de lys. L'objet a été présenté dans plusieurs expositions : Orfèvrerie française civile de province du XVIe au XVIIIe siècle (Paris, 1936), L'Alsace Française, 1648-1948 (Strasbourg, 1948), Le Siècle d'or de l'orfèvrerie de Strasbourg (Paris, 1964)[2].